# Бабкін Олександр Федорович
Олекса́ндр Фе́дорович Ба́бкін (рос. Бабкин, Александр Фёдорович; 2.08.1914, Новочеркаськ — 9.09.2000, Київ) — спортсмен (атлетика легка), почесний арбітр з легкої атлетики (1980), заслужений тренер УРСР (1960), заслужений тренер України (1995), педагог Національний університет фізичного виховання і спорту України.

## Життєпис
Учасник 2-ї світ. війни. 
Закін. ВШ тренерів (1949) та Київ. ін-т фіз. культури (1954), де й працював зав. відділу з легкої атлетики (1949–52), заст. нач. (1952–53), тренером (1991– 2000) ВШ тренерів, викл. каф. легкої атлетики (1954–90). 
Підготував олімп. чемпіонку зі стрибків у довжину В. Крепкіну.

## Праці
- Методические разработки. Легкая атлетика / Ред.: А. Ф. Бабкин, Н. А. Белых, П. Т. Богачик. Киев: [б. и.], 1970. 173 с.